# 异序岩桐属
异序岩桐属（学名：Bopopia）是苦苣苔科的一属。

## 下属物种
本属包括以下物种：
- Bopopia parviflora Munzinger & J.R.Morel[2]